# Кела (Француска)
Кела (фр. Cuélas) насеље је и општина у јужној Француској у региону Миди Пирене, у департману Жерс која припада префектури Миранд.
По подацима из 2011. године у општини је живело 108 становника, а густина насељености је износила 16,49 становника/km². Општина се простире на површини од 6,55 km². Налази се на средњој надморској висини од 273 метара (максималној 296 m, а минималној 208 m).

## Демографија
| 1962. | 1968. | 1975. | 1982. | 1990. | 1999. | 2011. |
| ----- | ----- | ----- | ----- | ----- | ----- | ----- |
| 150   | 152   | 137   | 126   | 120   | 106   | 108   |

График промене броја становника у току последњих година